# FEMAD
FEMAD (akronym z původního sousloví „FEstival Mladého Amatérského Divadla“) je celorepublikový festival amatérského divadla. Tato soutěžní, avšak nepostupová přehlídka se koná každoročně od roku 1972. Hostitelským městem jsou Poděbrady, s výjimkou ročníků 1987 až 2000, které se uskutečnily v Libici nad Cidlinou.
Festival se neomezuje se jen na „mladé“ divadlo – to se do názvu dostalo jako úlitba, aby byl festival povolen socialistickými strukturami. Výstižnější charakteristikou je spíše „festival odmítnutých“. K účasti totiž mohou být vybrány inscenace oceněné či doporučené na postup do nejvyšších kol celostátních, případně národních přehlídek, které však do hlavního programu na vrcholné úrovni (typicky na Jiráskův Hronov) nebyly vybrány.
Celostátní FEMAD v Poděbradech má dvě zemská předkola: Moravský FEMAD, neboli Divadelní festival Ludmily Cápkové, konaný od roku 2008 v Kroměříži, a Český FEMAD, od roku 2023 konaný v Plzni jakožto Festival Bez zbytečnejch řečí. Řídí se obdobnými pravidly jako celostátní FEMAD, ale jejich působnost v postupovém pavouku je o jednu úroveň nížší.  Každé z těchto předkol má právo nominovat jednu inscenaci na celostátní FEMAD.